# Pendentif (architecture)
Pour les articles homonymes, voir pendentif.

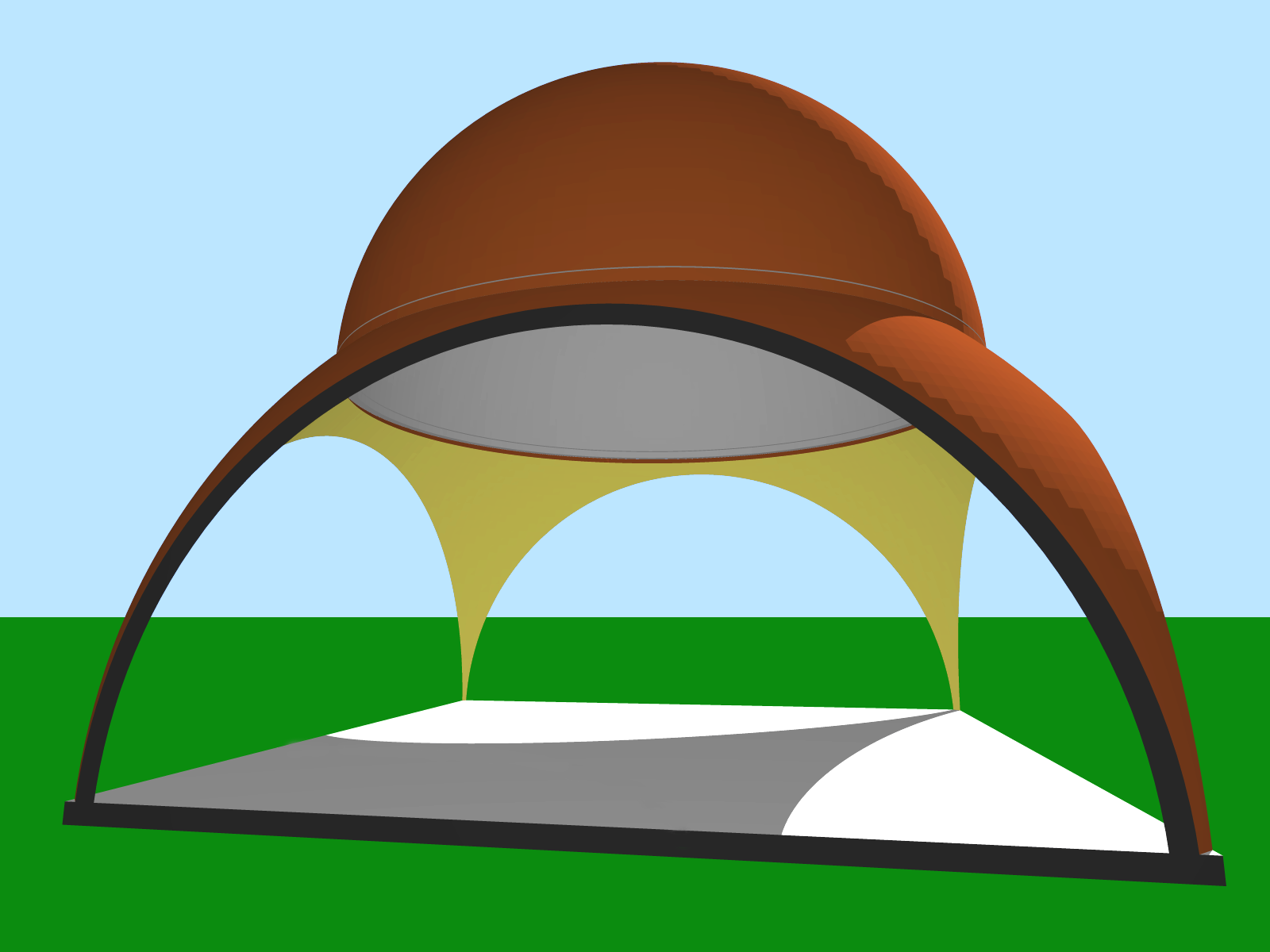
Coupole reposant sur quatre pendentifs.

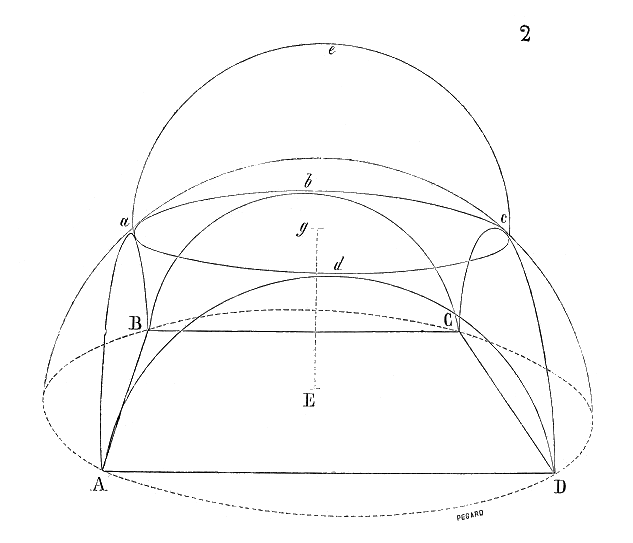
Schéma de la conception géométrique d'une coupole sur pendentifs : les pendentifs sont quatre portions « triangulaires » d'une large voûte hémisphérique inférieure, celle-ci ayant été sectionnée par quatre arcs en plein cintre verticaux et par la base horizontale circulaire de la coupole supérieure. Le système repose ainsi sur quatre points aux coins d'un espace de plan carré dont la largeur peut être équivalente ou supérieure au diamètre de la coupole supérieure.

Le pendentif en architecture désigne une section triangulaire d’une voûte hémisphérique laissée entre les pénétrations, dans cette voûte, de deux berceaux semi-cylindriques et de la base d'une coupole. Les pendentifs permettent de faire reposer une coupole circulaire sur quatre piliers autour d'un espace de plan carré. Il diffère de l'écoinçon qui est un triangle plan, et de la trompe qui est un arc associé à un cul-de-four. 

## Description
Pour certains auteurs, le pendentif, technique subtile et complexe à réaliser, s'oppose à la trompe, plus simple et archaïque, pour élever ce cercle superposé au carré. Pour d'autres auteurs il s'agit de deux variantes du même objet puisqu'ils ont la même fonction, la trompe est une forme de pendentif, ou bien aussi encore le pendentif est une forme de trompe. En réalité, trompes et pendentifs sont techniquement très différents. En effet, les trompes sont des arcs (accompagnés de culs-de-four pour les fermer), qui reposent sur quatre murs latéraux de l'espace carré à couvrir, qui doivent être épais (ces murs peuvent eux-mêmes reposer sur de solides arcs pour répartir ensuite le poids sur les quatre coins du carré), alors que les pendentifs sont des portions d'une large voûte hémisphérique qui concentrent directement le poids sur les quatre coins du carré et qui ne nécessitent aucun mur sur les côtés du carré. De plus, les trompes donnent un soutien octogonal à la base de la coupole, ce qui permet de ne porter que des coupoles elles-mêmes octogonales ou des coupoles circulaires de petite dimension, alors que les pendentifs fournissent une base directement circulaire à la coupole, ce qui permet d'utiliser cette technique pour porter de très grandes coupoles circulaires, comme le prouve Sainte-Sophie de Constantinople.
Les pendentifs byzantins sont en général constitués de rangs de briques qui suivent les courbes qui les bordent, ces rangs constituent et continuent les grands arcs en plein cintre sur lesquels ces pendentifs reposent. Les pendentifs des églises romanes françaises en revanche, comme à la cathédrale Saint-Front de Périgueux, qui s'inspirent pourtant à l'origine des églises byzantines, sont en général constitués d'assises superposées horizontales en pierre, c'est-à-dire formés de blocs dont le lit de pose est à plat et en encorbellements.

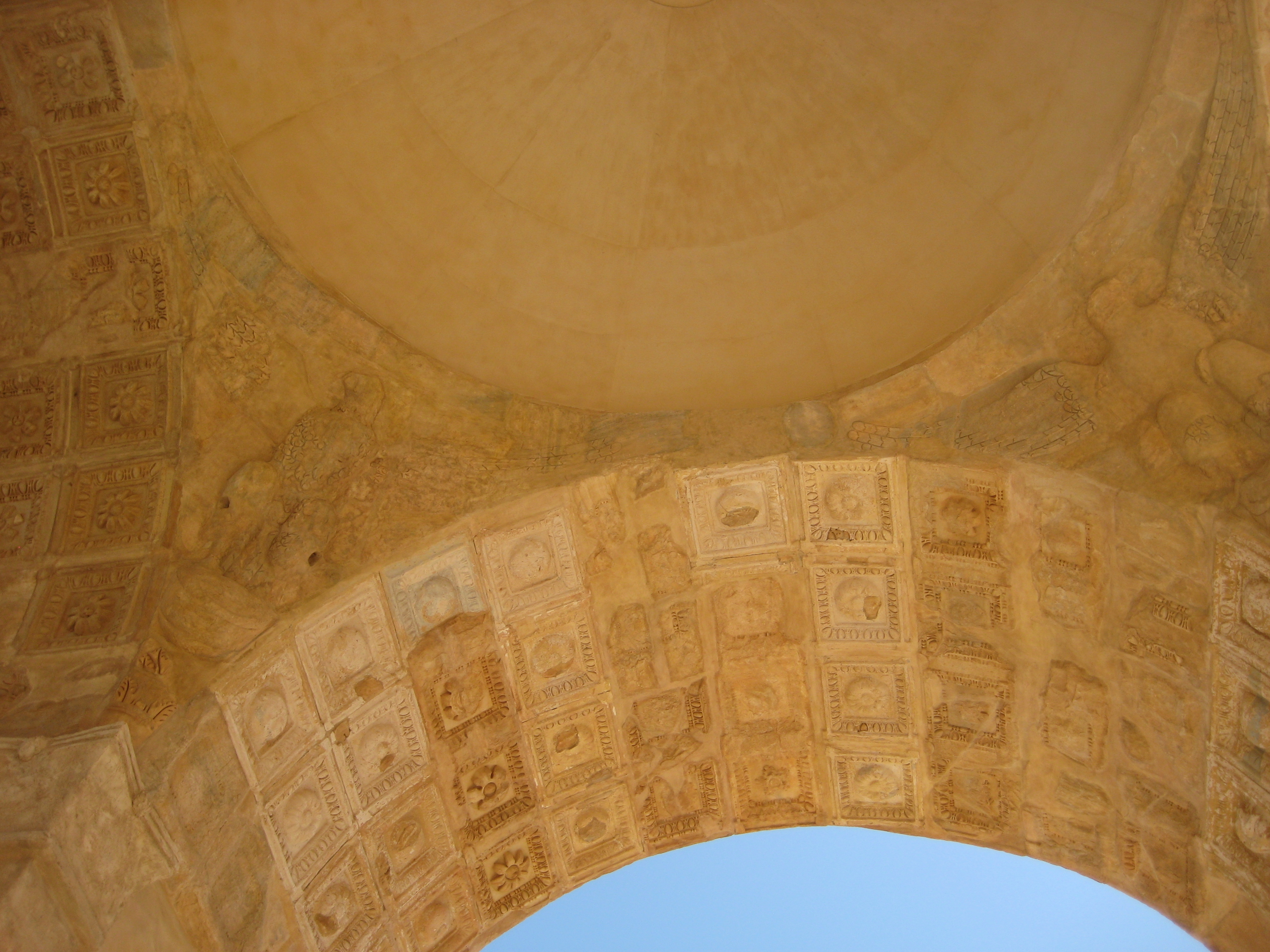
Pendentifs antiques romains, sculptés d'aigles impériales en relief, portant la petite coupole de l'arc de Septime Sévère à Leptis Magna (Libye), un arc de triomphe de type tétrapyle datant du IIe siècle.
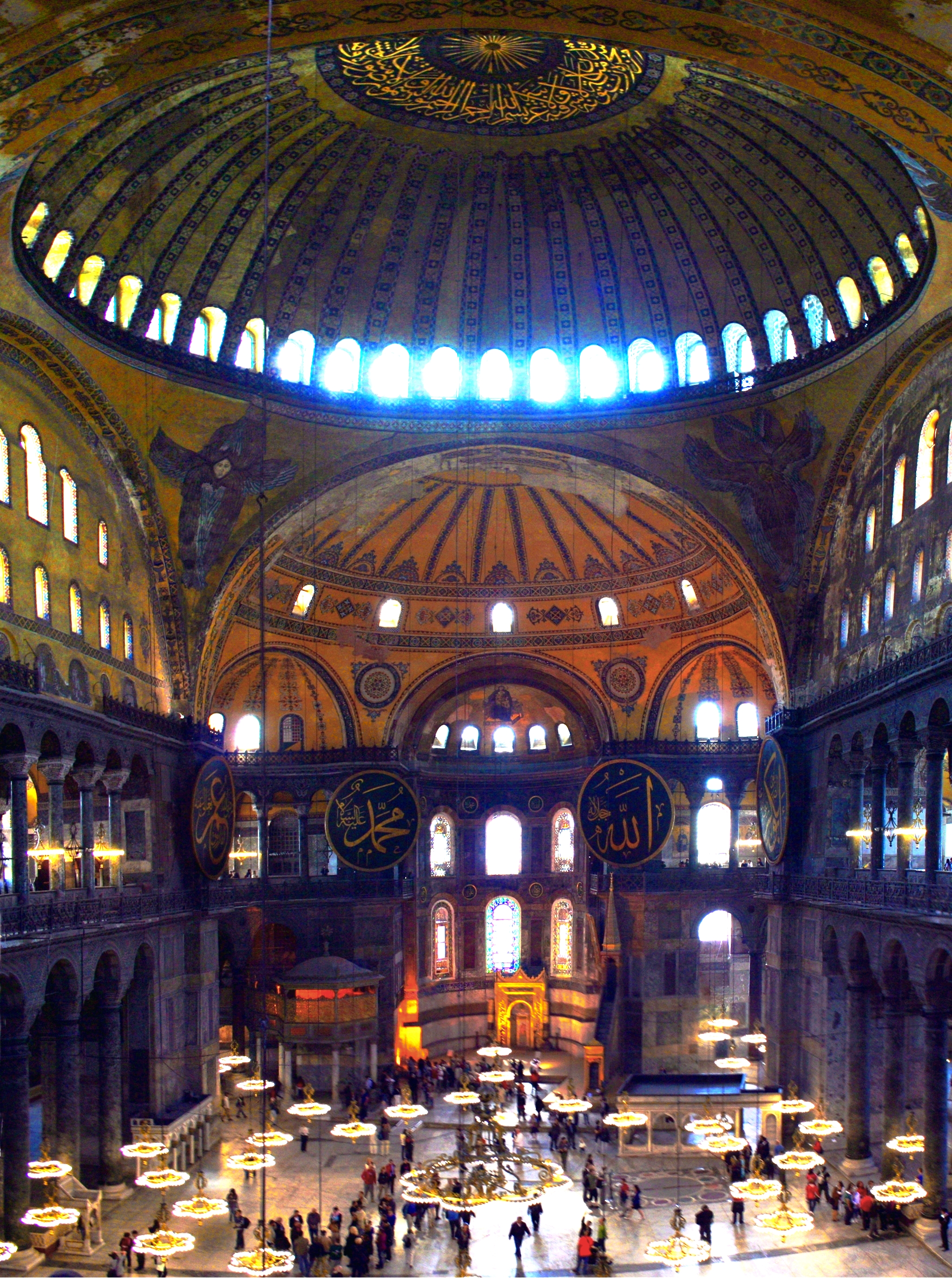
La coupole sur pendentifs de la basilique Sainte-Sophie de Constantinople, chef-d’œuvre de l'architecture byzantine du VIe siècle, est à la fois la plus ancienne grande coupole sur pendentifs connue et celle qui demeure la plus large du monde[4].

## Variantes
Le pendentif de Valence, d'après le Pendentif, monument de Valence (Drôme), autrement appelé « voûte » ou « coupole en pendentifs », est un type de voûte où les pendentifs se rejoignent pour former la voûte et ne sont pas nécessairement construits par lits horizontaux (coupole « assisée »), mais en suivant les quatre arcs en plein cintre du support, selon un appareil de plan carré (Valence), ou encore en partant des angles (« appareillage en chevrons »).
Une coupole à tambour sur pendentifs se dit lorsqu'un tambour (mur de plan circulaire) vient s'intercaler entre les pendentifs et la coupole, rehaussant cette dernière. Le tambour est souvent percé de fenêtres.

Coupole à tambour sur pendentifs.
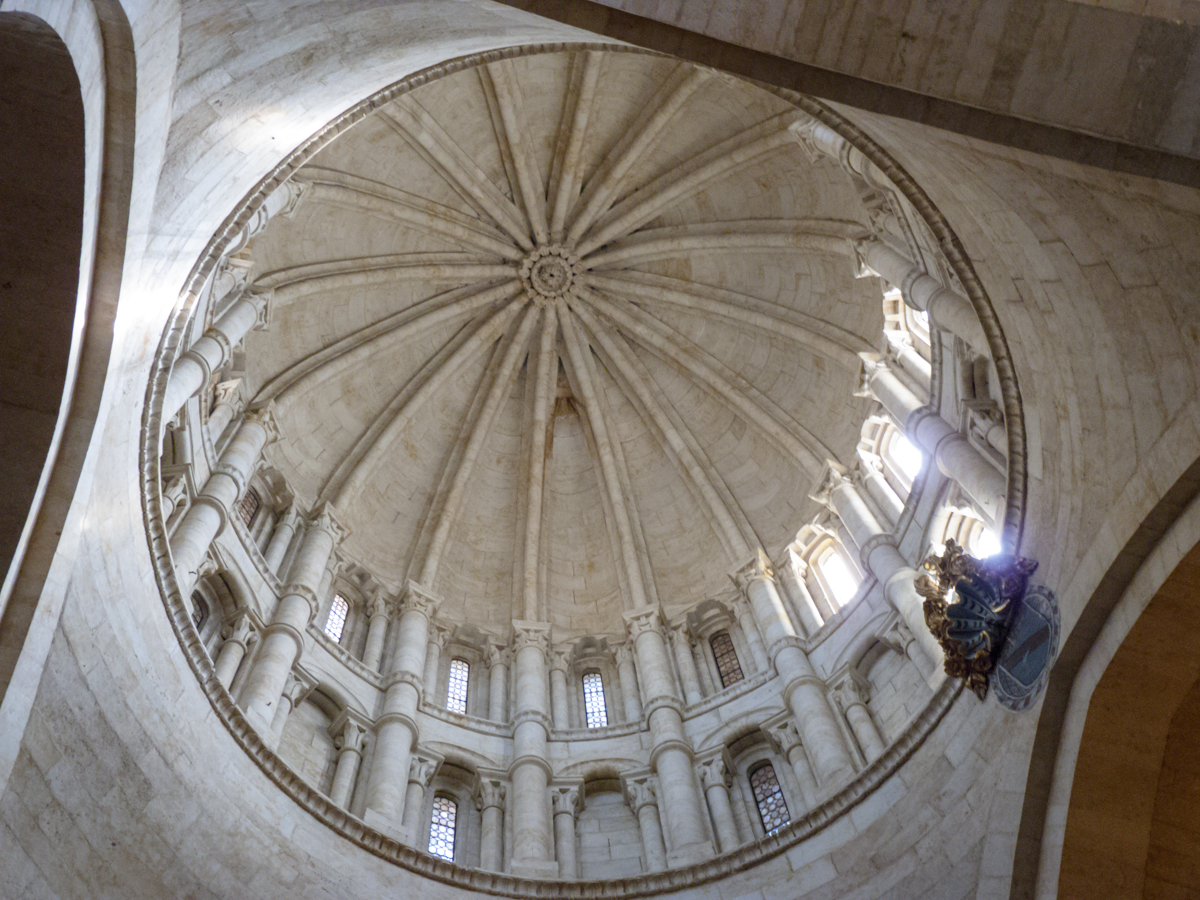
Coupole romane à tambour sur pendentifs de la vieille cathédrale de Salamanque.
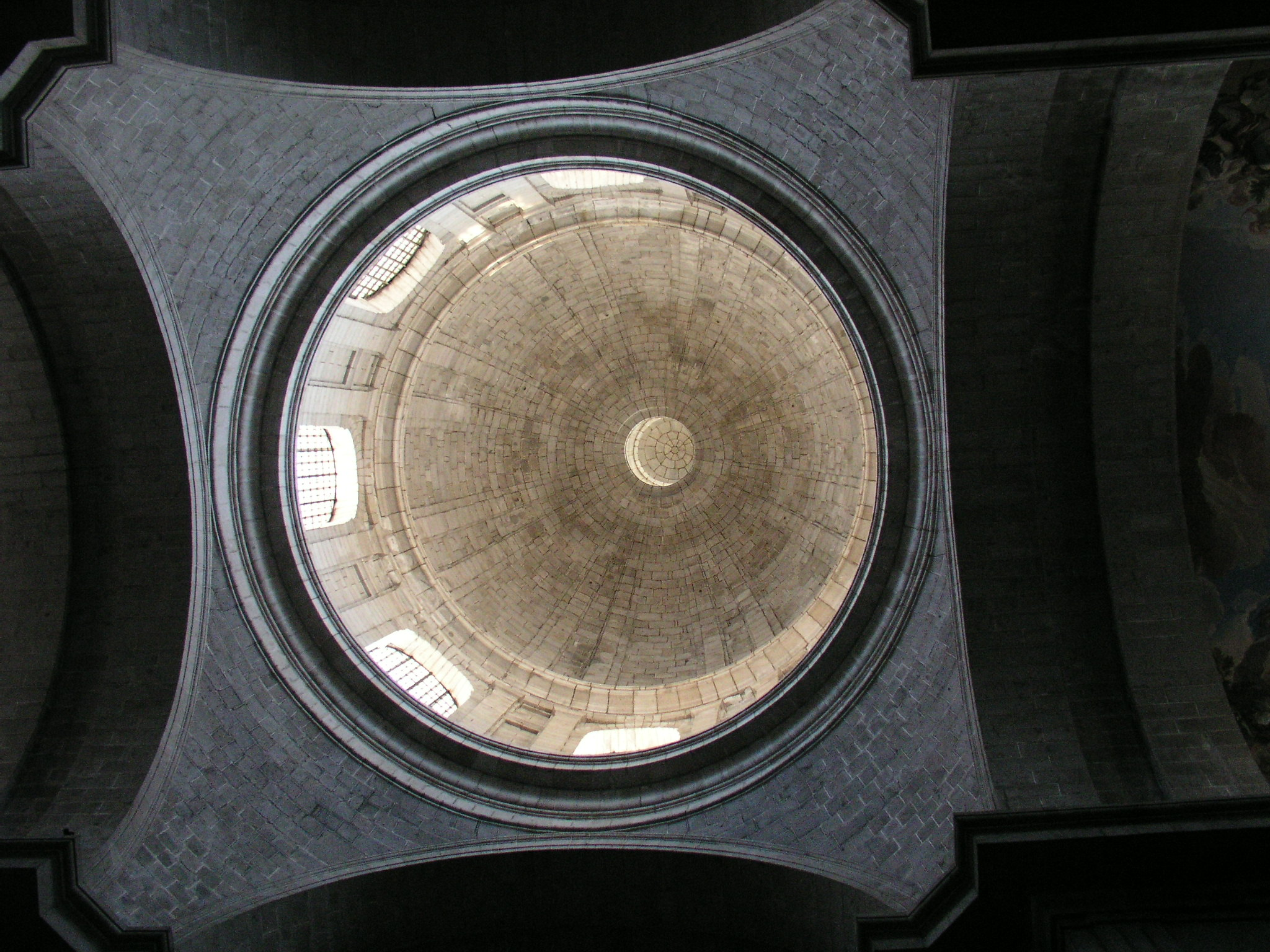
La coupole Renaissance à tambour sur pendentifs de l'Escurial.

## Autres définitions en architecture
En architecture gothique, le pendentif d'une clef de voûte est le motif de décoration sculpté pour être pendant.
Ce terme désigne aussi la décoration peinte sur des surfaces polygonales souvent curvilignes et comprises entre des portions de voûtes ou de baies cintrées.
Le pendentif est un autre nom du cul-de-lampe qui est le support sans colonne en saillie de mur d'une colonnette départ d'arc ou d'une nervure de voûte.
On appelle « pendentif de Modène » (rare) une portion de voûte d'ogives gothique comprise entre deux arcs, formant un triangle.

## En biologie
La perfection de l'adaptation des décors des pendentifs de la Basilique Saint-Marc de Venise à leur configuration architecturale a servi en 1978 d'argument par l'absurde à Stephen J. Gould et Richard C. Lewontin pour critiquer l'école de pensée adaptationniste, qui prévalait à l'époque en biologie de l'évolution, dans un article resté célèbre. Les pendentifs ont toutefois été interprétés à tort comme des écoinçons (sprandel en anglais).